# Wil van Gogh
Wilhelmina Jacoba "Wil" van Gogh (16 de març del 1862 – 17 de maig del 1941) fou una infermera coneguda per ser la germana menor de Vincent van Gogh i el comerciant d'art Theo van Gogh.

## Biografia
Wilhelmina Jacoba van Gogh nasqué el 16 de març del 1862 a Zundert, Països Baixos, filla de Theodorus van Gogh i Anna Cornelia Carbentus.
Durant la primera part de la seua vida, Wil van Gogh ajudà a la seua família i altres persones, com a infermera. Després de la mort dels seus germans el 1890 i 1891, va obtenir un treball modest en un hospital. Hi entrà en un comité per a organitzar l'"Exposició nacional del treball femení" (Nationale Tentoonstelling van Vrouwenarbeid), al 1898. L'esdeveniment tingué molt d'èxit i se'n recaptaren 20.000 florins neerlandesos que empraren per a posar en marxa l'Oficina nacional de treball femení.

No hi ha fonts que documenten les causes, però el 4 de desembre del 1902 Wil van Gogh fou internada i més tard transferida a la House Veldwijk, un psiquiàtric a Ermelo. Aquesta mesura es basava en un diagnòstic de demència precoç, que llavors es considerava una malaltia mortal. Els registres de l'hospital assenyalen:
"No s'observen canvis significatius en la condició d'aquesta pacient de llarg tractament. Roman solitària i retirada, rares vegades parla i generalment no respon preguntes. Passa el dia sencer al mateix lloc de la sala, asseguda a la cadira mirant fixament el seu entorn. Ha rebutjat el menjar durant anys i ha de ser alimentada artificialment..."
Wil van Gogh va romandre a Ermelo prop de quatre dècades, on va morir el 17 de maig del 1941.
Si estava realment malalta o no és difícil de provar. Renate Berger assegura que Wil van Gogh va compartir el destí de moltes "germanes d'homes famosos" de l'època.